# 城市電視
城市電視（英語：Talentvision）是加拿大一間收費電視台，大部分時段以普通話廣播，並設粵語節目時段。該台的最大股東為新時代集團子公司新時代傳媒集團，總部設於卑詩省大溫哥華地區的列治文，並於安大略省大多倫多地區的列治文山設有分部。
該台現時設有兩條頻道，分別是以高清播放的主頻道（1台）和以曾經播放的城市2高清台：前者可於全國以有線電視、寬頻電視和衛星電視接收，後者則在貝爾公司的寬頻電視系統（Fibe TV）播放。與其姊妹台新時代電視的主頻道不同，城市電視的兩條頻道於全國各自以同一訊號播放，不設加東版和加西版。
2020年9月1日城市電視主頻道升級到高清播出。

## 歷史

### 早期歷史
城市電視的歷史可追溯至溫哥華的世界電視（World View Television）。該台由劉天均創辦，於1982年獲加拿大視訊委員會（CRTC）發放地區性收費電視牌照，並於同年啓播。世界電視的廣播範圍限於卑詩省，以粵語、國語和旁遮普語等語言服務省内的少數族裔社群，總部設於溫哥華市甘比街。該台當年並不被允許播放廣告，收入來自訂戶收費；此限制於1992年取消。
世界電視於1983年向CRTC申請全國性中文收費電視牌照，但當局於1984年將此牌照批予由章建國（即章小蕙之父）於多倫多創辦的加拿大中文電視有限公司（Chinavision，簡稱「中文電視」）。而有見當年加拿大中文電視廣播業正處於起步階段，當局認為溫哥華地區難以支持兩間相互競爭的中文電視台，因此在中文電視的牌照上加入條款，限制該台於啓播兩年内不能於卑詩省落地，令世界電視得以維持其省内唯一中文電視台的地位。
然而，世界電視成立不久後，眾股東已就融資和公司管理問題出現分歧。該台董事局於1984年決定以自願性質進入破產管理狀態，而世界電視數名股東則另組成國泰國際電視公司（Cathay International Television）競投世界電視的資產。國泰成功競投後，該項交易於1985年獲CRTC批准，電視台遂易名成國泰電視（Cathay Television），總部亦隨後遷往溫市西39街。
CRTC後於1987年解除中文電視的廣播範圍限制，該台自此可於卑詩省接收。國泰電視當年專門轉播香港無綫電視的節目，而中文電視則專門轉播香港亞洲電視的節目。

### 新時代接管

城市電視標誌（1990年代-2013年）

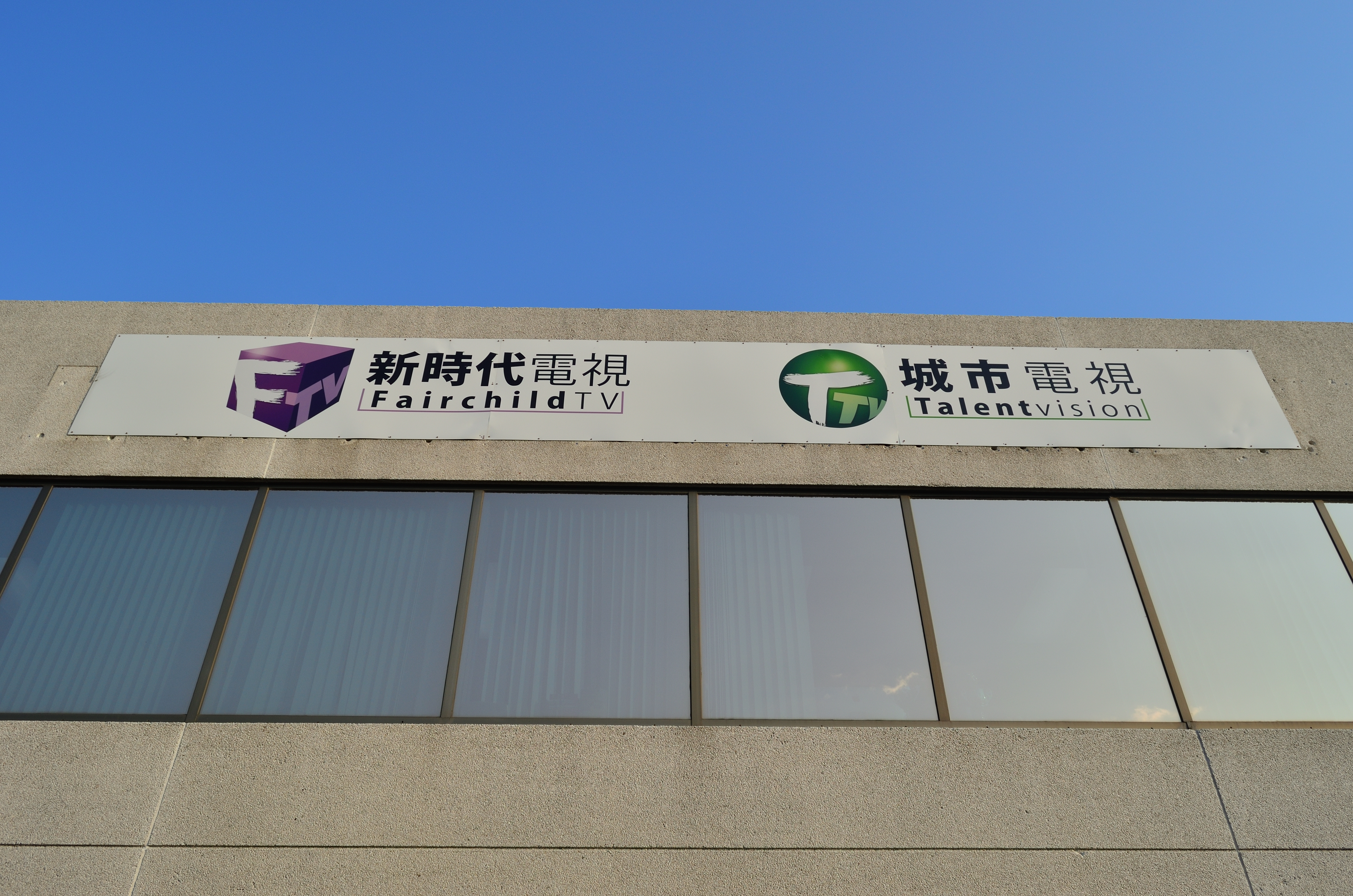
位於安大略的新時代電視與城市電視錄影廠

溫哥華華裔商人馮永發旗下的新時代集團聯同電視廣播國際有限公司於1992年宣佈斥資925萬加元收購中文電視的資產，並同時以380萬元收購國泰電視。兩項交易分別於1993年10月和12月獲CRTC批准，而兩台隨後亦進行改組：原屬國泰電視的地區性電視牌照改組為城市電視，而原屬中文電視的全國性電視牌照則改組為新時代電視。改組後，城市電視繼續限於卑詩省以内廣播，主要服務語言為粵語和普通話，並開始播放亞洲電視的節目，但也會製作一些本地節目。
新時代集團於1995年計劃將城市電視售予羅渣士通訊集團，以集中發展新時代電視。羅渣士當時計劃將之從有綫電視台轉型為地面廣播頻道，並加入11種語言的電視節目。然而，新時代後來改變初衷，並於CRTC聽證會上表示無意放棄城市電視的牌照，計劃因此告吹。
有見於來自中國和台灣而操普通話的移民逐漸增加，城市電視再度進行改革，於1998年6月1日轉型為一個全普通話頻道，對象由講粤語的香港移民轉移為講普通話的中國移民和台灣移民，並改為播放中國大陸和台灣電視台製作的節目。粤語香港移民的電視市場則由新時代電視頂替，而小部分香港亞洲電視的節目亦調往新時代電視播放。
城市電視於2000年向CRTC申請將其牌照從地區性收費電視改為全國性收費電視。申請於2001年5月獲批，城市電視亦於同年秋季開始全國播放。

### 近期發展
該台的加西溫哥華總部於2006年2月6日聯同新時代電視從溫哥華市百老匯西街的舊址遷至同屬新時代集團的列治文時代坊商場，全面採用了數碼制式的攝影用具。
城市電視於2008年以的名義向CRTC申請創辦另一條全國性收費電視頻道，主要播放普通話節目。申請曾於2009年獲批，但該台一直未能啓播。新時代遂於2012年6月重新申請創辦，並於2013年2月再次獲批，再於同年5月23日以「城市2高清台」的名義啓播。

## 節目
城市電視的主頻道現時每天重點播放三套電視劇，主要購自中國大陸和台灣。為配合該台以單一訊號覆蓋東西兩岸，該三檔電視劇亦每天播放兩次以迎合不同時區的觀眾。除了從海外購入電視節目外，城市電視亦有自製電視節目以滿足CRTC所定下的本地製作條款。
下列時間以西岸時間（太平洋時區）為準；+3:00即東岸時間。

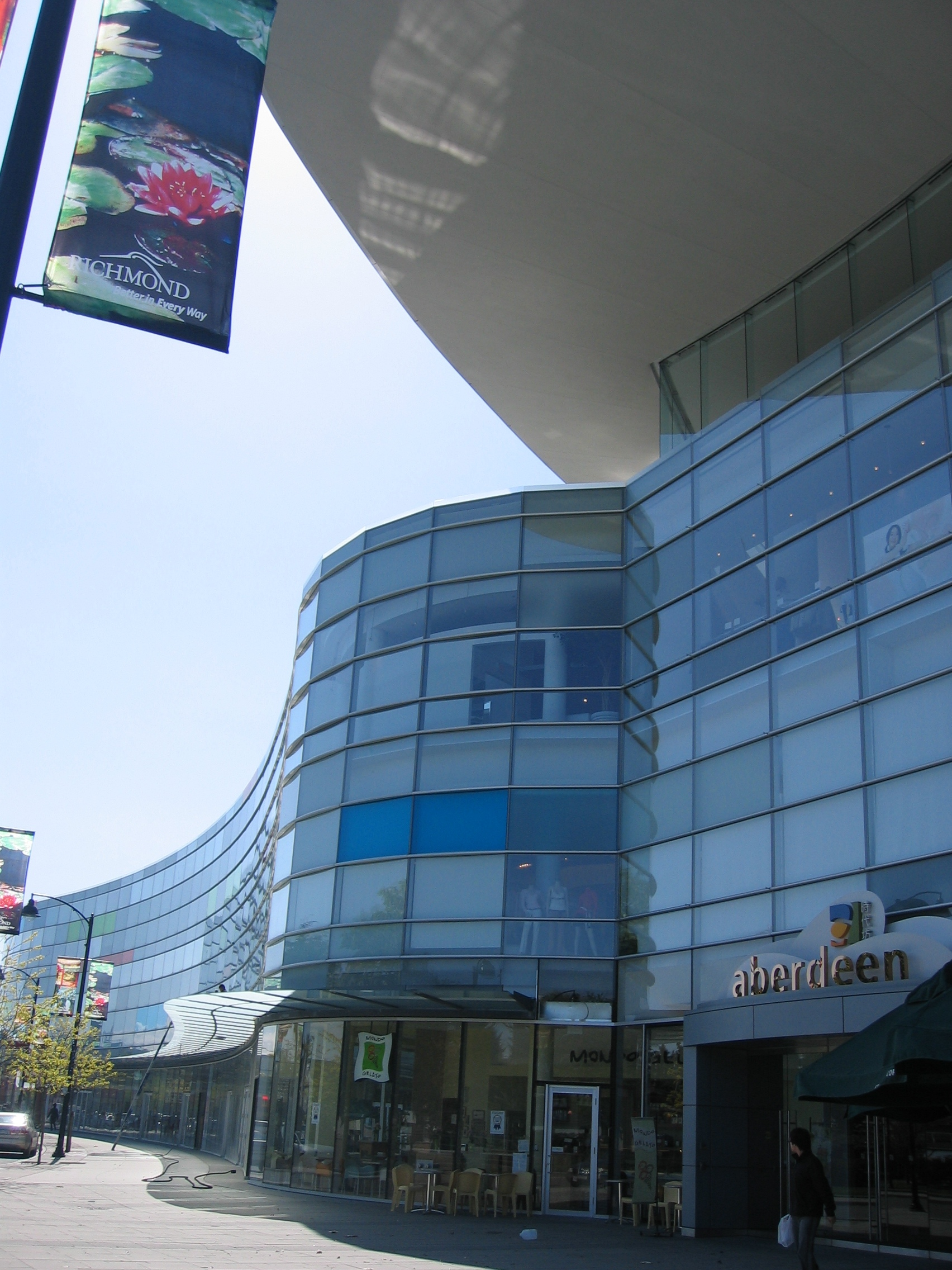
城市電視的加西總部和新聞中心於2006年遷至列治文時代坊

### 新聞
城市電視的自製新聞節目《晚間新聞》現時於每晚7:30播放，工作日節目長度為一小時，周末則為半小時，並於當晚11:30重播。節目於列治文時代坊直播室製作，主播由劉沛含、張昱、何葉、成松子、于卓彤輪流擔任、代班主播為王潔沁。
此外，城市電視亦以衛星技術引入中国中央电视台和台灣TVBS的新聞節目，於下列時間播出：
- 中國中央電視台《中國新聞》以《中國衛星新聞》的名義，每天於05:00，07:00和17:30播放；
- TVBS《晚間6 7點新聞》以《台灣衛星新聞》的名義，每天於05:30，07:30和18:00播放。

### 其它本地製作
城市電視亦自製其它種類的節目，包括《專家來開講》、《26分鐘見證實錄》、《兩岸三地加國情》、和《城市串吧》。

## 外部連結
- 城市電視官方網頁 （页面存档备份，存于）